# Catharine Creek
Catharine Creek – mała rzeka w Stanach Zjednoczonych, w stanie Nowy Jork, w hrabstwach Chemung oraz  Shuyler. Rzeka, nazwana na cześć irokezyjskiej liderki Catherine Montour, jest główną rzeką zasilającą jezioro Seneca. Długość rzeki wynosi 24 km, natomiast powierzchnia zlewni nie została określona.

## Szlak
W odróżnieniu od innych rzek hrabstwa Chemung, które należą do dorzecza rzeki Susquehanna, Catharine Creek należy do dorzecza Rzeki św. Wawrzyńca. Catharine Creek wpływa do jeziora Seneca, które połączone jest z Jeziorem Ontario rzekami Seneca oraz Oswego.
Rzeka ma swoje źródło w pobliżu miasteczka Veteran, w hrabstwie Chemung. Stamtąd rzeka płynie na południe, do obszaru znanego lokalnie jako Holding Point, w jedn. osadniczej Horseheads North. Następnie rzeka skręca na północ, podążając wzdłuż drogi New York State Route 14, mijając miejscowości Millport, Mountor Falls oraz Pine Valley. W Watkins Glen Catharine Creek wpływa do jeziora Seneca.

## Historia
Przez rzekę w XIX wieku przechodził Kanał Chemung, który ułatwiał transport pomiędzy południem stanu Nowy Jork a wschodnim wybrzeżem Stanów. Pozostałości po budowie oraz eksploatowaniu rzeki jako kanał znajdują się w Catharine Creek Marsh – 400 hektarowym obszarem bagiennym pomiędzy Mountor Falls i Watkins Glen.